# Jüdischer Friedhof (Aschaffenburg)

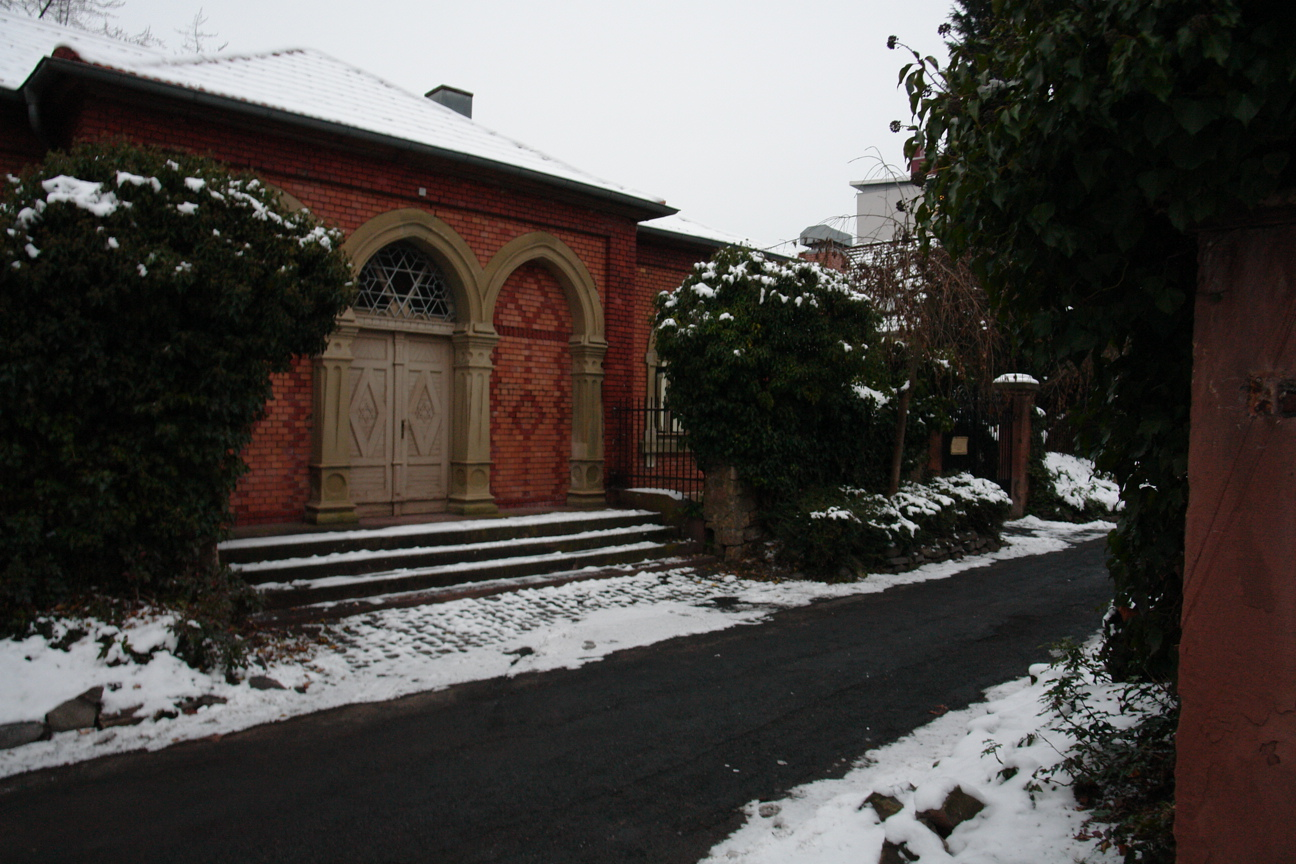
Friedhofsgebäude (Taharahaus) des jüdischen Friedhofs in Aschaffenburg

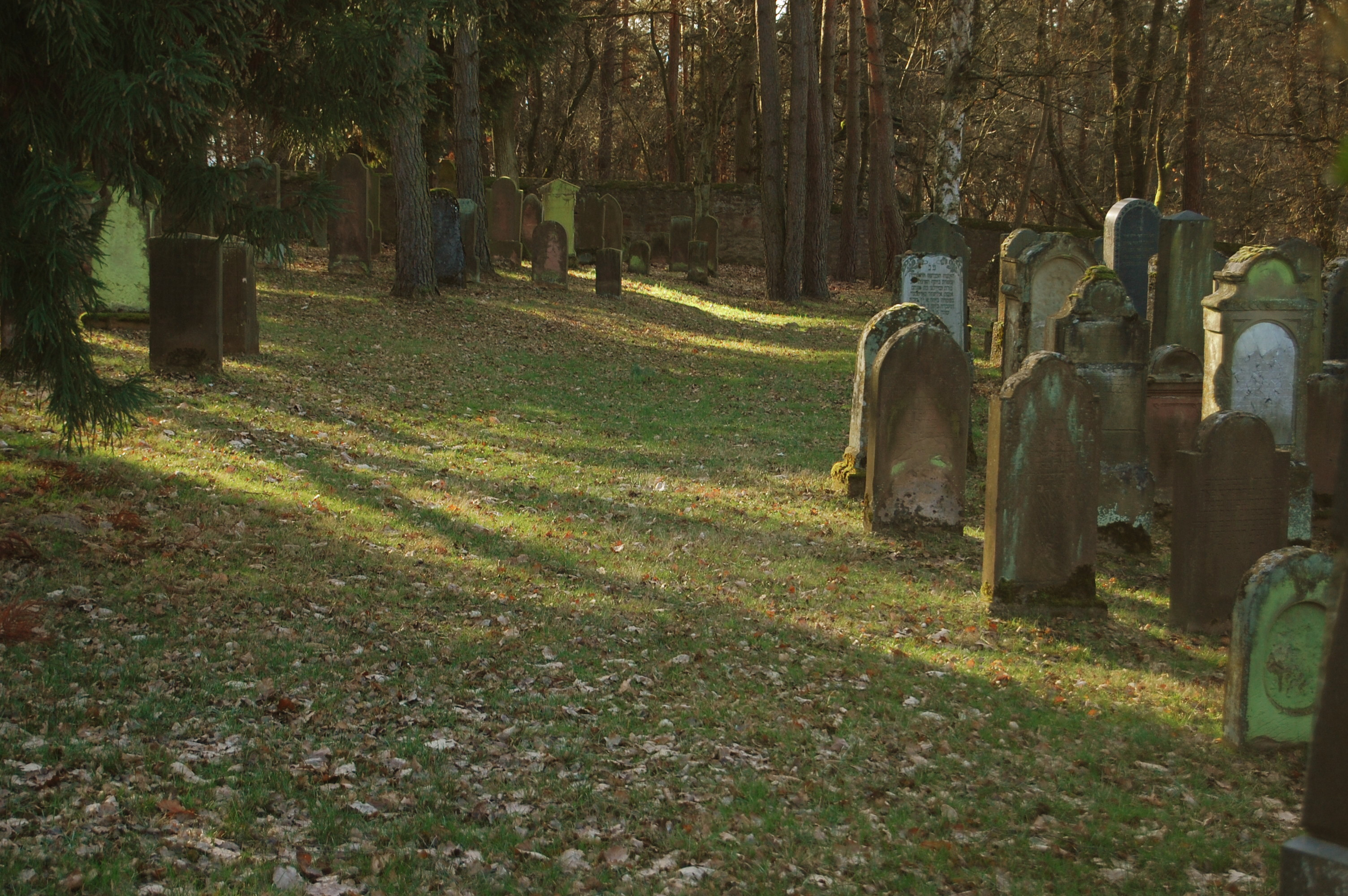
Jüdischer Friedhof in Aschaffenburg

Der Jüdische Friedhof Aschaffenburg in der kreisfreien Stadt Aschaffenburg in Unterfranken hat eine Fläche von 22,5 Ar und grenzt an den städtischen Hauptfriedhof (Altstadtfriedhof).

## Geschichte
Anfang der 1880er Jahre begannen Bemühungen einen neuen zentraleren jüdischen Friedhofs in Aschaffenburg als Ergänzung zum Friedhof in Erbig anzulegen. Im Jahr 1890 konnte dann der damalige Bezirksrabbiner Simon Bamberger den damals 17 Ar großen Friedhof eröffnen. Das große Taharahaus neben dem Haupteingangstor kam 1902 dazu. Auf dem Friedhof kam es während der Zeit des Nationalsozialismus zu mehreren Schändungen. Der Friedhof wurde bis zum Jahr 1942 genutzt.
Von 1990 bis 1993 wurde das Taharahaus unter der Regie des Landesverbandes der Israelitischen Kultusgemeinden in Bayern in der ursprünglichen Form restauriert.
Eine der Gedenktafeln auf dem Friedhof hing ursprünglich in der 1938 während der Pogromnacht zerstörten Aschaffenburger Synagoge und erinnert an die gefallenen Helden der Gemeinde im Krieg 1914/18. Eine zweite Gedenktafel erinnert an die Beisetzung der in der Pogromnacht geschändeten Thorarollen im September 1988. Eine der Rollen wurde von der Beisetzung ausgenommen und befindet sich heute im Jüdischen Museum in Aschaffenburg.

## Weitere jüdische Friedhöfe
Weitere jüdische Friedhöfe in Aschaffenburg sind: Der jüdische Bezirks- oder Verbandsfriedhof am Erbig, zwischen den Aschaffenburger Stadtteilen Obernau und Schweinheim, sowie ein 1983 eingerichteter neuer jüdischer Friedhof als Teil des Aschaffenburger Waldfriedhofes am Stockstadter Weg (dort befindet sich ein einziges Grab, das von Wilhelm Jelinek und seiner Gattin) sowie ein mittelalterlicher Friedhof, der bis etwa 1400 genutzt wurde (nicht mehr erhalten).